# 宋在祜
宋在祜（：／ Song Jae-ho，1960年12月20日—），大韓民國自由派政治人物，第21屆國會議員。